# Габих, Эдвард Ян
Эдвард Ян Габих (исп. Eduardo de Habich, пол. Edward Jan Habich; 31 января 1835, Варшава, Царство Польское, Российская империя — 31 октября 1909, Лима, Перу) — перуанский инженер, математик, государственный деятель и редактор польского происхождения.

## Биография
Учился в гимназии Варшавской губернии, из которой был исключён из последнего класса за избиение директора. С 1852 года служил в русской императорской армии.
Обучался артиллерийскому делу в Михайловской военной артиллерийской академии в Санкт-Петербурге. Получил офицерское звание. Участник Крымской войны. Принимал активное участие в строительстве арсенала города Киева.
В 1858 году, выйдя в отставку, уехал во Францию. В Париже окончил Национальную школу мостов и дорог по специальности инженер-путейщик.
После начала Январского восстания в 1863 году вернулся на родину. Участвовал в восстании в чине подполковника, командовал подразделением мятежников. Отряд был разгромлен русскими войсками в августе 1863 года, тогда же Э. Габих бежал в Краков (Австрийская империя). В начале октября был назначен комиссаром польского национального правительства. Позже эмигрировал во Францию.
В Париже работал профессором механики в Польском колледже, а затем стал его директором. В 1868 году отправился в изгнание за океан и поселился в Перу.

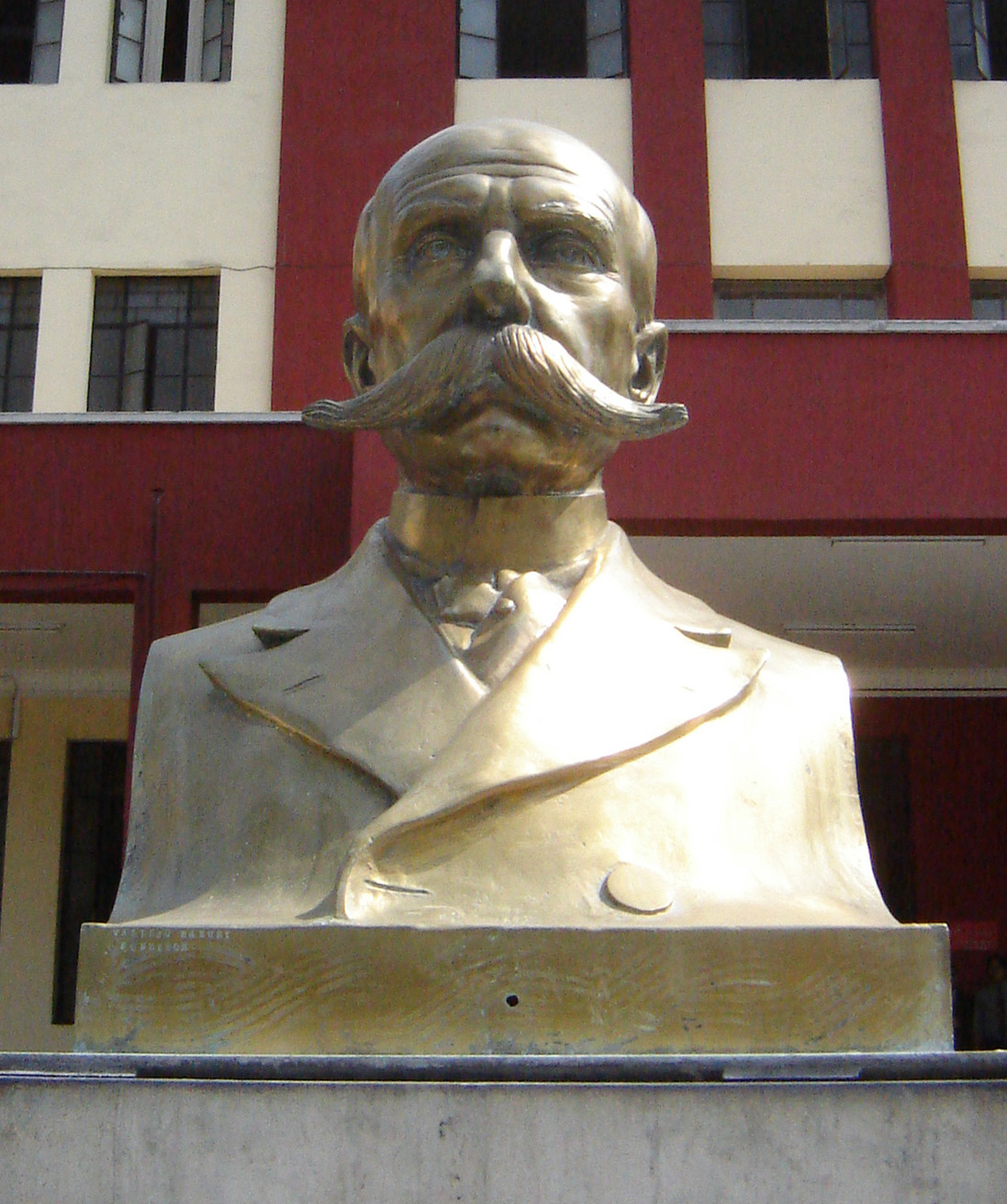
Бюст Э. Габиха перед Национальным инженерным университетом в Лиме

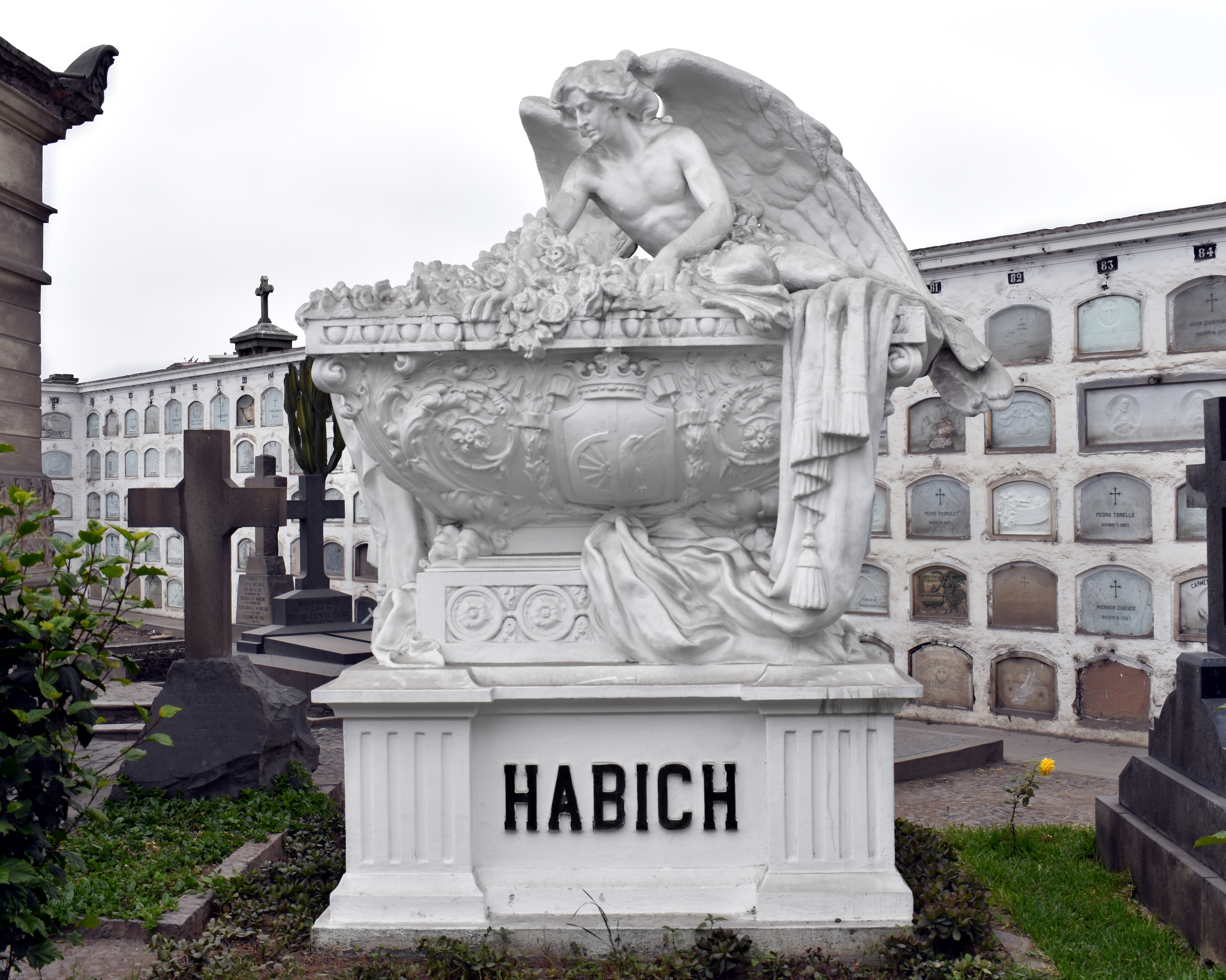
Памятник на могиле Э. Габиха

В Лиме он был назначен государственным инженером и директором общественных работ. Первоначально руководил, среди прочего ирригационными работами в южной части страны, расширением порта Арика и городскими проектами. В 1872 году организовал государственную техническую службу Перу по образцу французского корпуса работников службы мостов и дорог. В 1873 году перуанское правительство делегтровало его в Европу, для участия в работе Всемирной выставки в Вене.
Организовал в Лиме в 1876 г. первый в Латинской Америке колледж горного машиностроения (Escuela de Construcciones Civiles y de Minas del Perú (ныне Национальный инженерный университет), работал его директором до своей смерти.
Выступал за экономическую самодостаточность Перу за счёт эксплуатации собственных минеральных ресурсов и развития современного сельского хозяйства, в том числе выращивание хлопка и сахарного тростника.
В 1878—1884 годах — руководитель Центрального совета правительственных инженеров, в 1884—1902 годах — член и технический советник Совета общественных работ. В 1888 году участвовал в разработке проекта перуанского законодательства о горнодобывающей промышленности, который вступил в силу в 1896 году.
В 1880—1887 годах редактировал журнал Annales de Construcciones Civiles y de Minas del Perú, инициировал издание технических журналов в Перу. Внёс большой вклад в создание в 1888 году Географического общества в Лиме.
Автор около 20 работ в области математики и кинематики.
Умер 31 октября 1909 года. Похоронен за счет правительства в мавзолее на кладбище Пастор Матиас Маэстро в Лиме.